# Ижлен, Изиа
Изиа Ижлен (фр. Izïa Higelin; род. 24 сентября 1990, Париж, Франция) — актриса, певица и автор песен французского рока. Её карьера началась с выходом первого альбома «Изя» в 2009 году. 

## Биография
Изиа родилась в семье музыканта и певца Жака Ижлена и танцовщицы Азизы Закин. Она является единокровной сестрой музыканта и певца Артура Аша и театрального режиссера и актера Кена Ижлена. В возрасте семи лет она подпевала отцу, когда он играл на фортепиано. В тринадцатилетнем возрасте заинтересовалась рок-группами «Nirvana» и «Led Zeppelin» и написала свою первую песню «Hey Bitch». 
В следующем году в зале Cabaret Sauvage она начала импровизировать с другом её родителей бас-гитаристом Антуаном Тустом из французской музыкальной группы «Caravan Palace», которая играла в жанре электросвинг. В 2004 году совместно с Антуаном она выступила на своем первом концерте. Через шесть месяцев приняла участие в «Фестивале ветра» (Festival du Vent) на Корсике с гитаристами Антуаном и Себастьеном. Позже был концерт на фестивале «Весна в Бурже» (Printemps de Bourges). 
Весной 2009 года на студии ICP Studios в Брюсселе Изиа записала свой первый одноимённый альбом на английском языке. Альбом состоит из 12 композиций, включая «Hey Bitch» и «Life in going down». Её второй альбом «Так много неприятностей» вышел в ноябре 2011 года. 
Дебют Изии Ижлен в кино состоялся в начале 2011 года в фильме «Плохая девочка» режиссера Патрика Миля. За роль в этом фильме 22 февраля 2013 года она получила премию «Сезар» самой перспективной актрисе.
В 2014 году она сыграла роль второго плана Маню в фильме «Самба» вместе с Омаром Си, а в 2015 году главную роль Дельфины в фильме «Наше лето» Катрин Корсини вместе с Сесиль де Франс.

## Фильмография
- 2012 — Плохая девочка / Mauvaise Fille
- 2014 — Хранитель Луны / Mune, le Gardien de la Lune
- 2014 — Самба / Samba
- 2015 — Наше лето / La Belle Saison
- 2016 — Сент-Амур: Удовольствия любви / Saint Amour
- 2017 — Роден / Rodin
- 2018 — Один король — одна Франция / Un peuple et son roi